# Месински пролив
Месинският пролив отделя остров Сицилия от Апенинския полуостров и съединява Йонийско с Тиренско море.
В най-тясната част (на север) е широк около 3,2 км и е с координати 38°00' – 38°20' N и 15°30' – 15°40' E.
В митологията проливът е пазен от две морски чудовища Сцила и Харибда, само аргонавтите и Одисей успяват да преминат успешно, вероятно става дума за водовъртежи, които се създават от подводните течения. По-късно, по римско време, за охрана на пролива е сформиран прословутия X Проливен легион, чието първо предназначение било противостоене на Секст Помпей и войската му в Сицилия.
От много години в Италия се проектира мост (още от 1866 г.), който да съедини Калабрия и Сицилия през Месинския пролив. Това е един изключително амбициозен проект, тъй като трябва да се построи най-дългият мост в света. Връзката се осъществява чрез фериботи, които прекарват освен коли и пътници и вагоните на пристигащите от север влакове.